# Пахомово (Мари-Турекский район)
Пахомово (мар. Поком) — деревня в Мари-Турекском районе Республики Марий Эл. Входит в состав Карлыганского сельского поселения.

## География
Находится в восточной части республики Марий Эл на расстоянии приблизительно 39 км по прямой на юго-восток от районного центра посёлка Мари-Турек.

## История
Во второй половине XIX века числилась как «Шардинер Черемисский, казённая деревня при реке Арборке», состоящая из 7 дворов с 39 жителями. В 1923 году в деревне Шолдынер (Пахомово) Хлебниковской волости насчитывался 31 двор, жили 155 человек. В 1925 году национальный состав деревни выглядел следующим образом: 20 мари, 99 русских, 42 удмурта. В конце 1930-х годов значительная часть русских жителей деревни уехала на стройки в города Волжск и Йошкар-Олу, поэтому большинство жителей в 1940 году составляли удмурты. В 2000 году в деревне оставались 4 хозяйства. В советское время работали колхозы «У корно» («Новый путь»), «Ударник», имени Ленина, совхозы имени Кирова и «Восход».

## Население
Население составляло 8 человек (удмурты 62 %, мари 38 %) в 2002 году, 3 в 2010.